# Cleeve Common
Cleeve Common que significa Terra comuna de Cleeve és un lloc d'Anglaterra al Gloucestershire que des de l'any 1974, és considerat oficialment com un lloc d'especial interès (Site of Special Scientific Interest) en biologia i geologia.
Es troba a la zona de Cotswolds i està damunt del seu cim més alt, el Cleeve Hill. Geològicament està format per pedra calcària del Juràssic. Està al nord-est de Cheltenham.

## Interès biològic
S'hi resenten diversos tipus de prats segons els tipus de sòl i la gestió que han tingut històricament, incloen el nivell de pasturatge. Té diverses espècies d'orquídies com per exemple, l'abellera, les del gènere Coeloglossum i la Musk Orchid. Les pedreres abandonades proporcionen condicions per a les plantes que requereixen hàbitats més oberts.
En aquests lloc hi ha gran diversitat de papallones, que inclouen l'Argentada de muntanya, la Grayling i la Brocat variable. Hi ha estat registrat el rar caragol de terra, Abide secale.

## Interès geològic
Els jaciments Bouguetia i phillipsiana dels Oòlit estan confinats a poques surgències de Cleeve Common. Aquestes unitats tenen faunes fòssils diferenciades de bivalves gateròpodes i braquiòpodes, només són visibles a la pedrera de Rolling Bank Quarry.
Les pedreres Pot Quarry i Rolling Bank Quarry apareixen a la llista del ‘Tewkesbury Borough Local Plan to 2011’, adoptada el març de 2006, Apèndix 3 'Nature Conservation', com a lloc regionalment important des del punt de vista geològic (Regionally Important Geological Site (RIGS)). La secció de falla, Cleeve Cloud Fault Section també té aquesta designació.

## Font SSSI
- Natural England SSSI information on the citation[Enllaç no actiu]

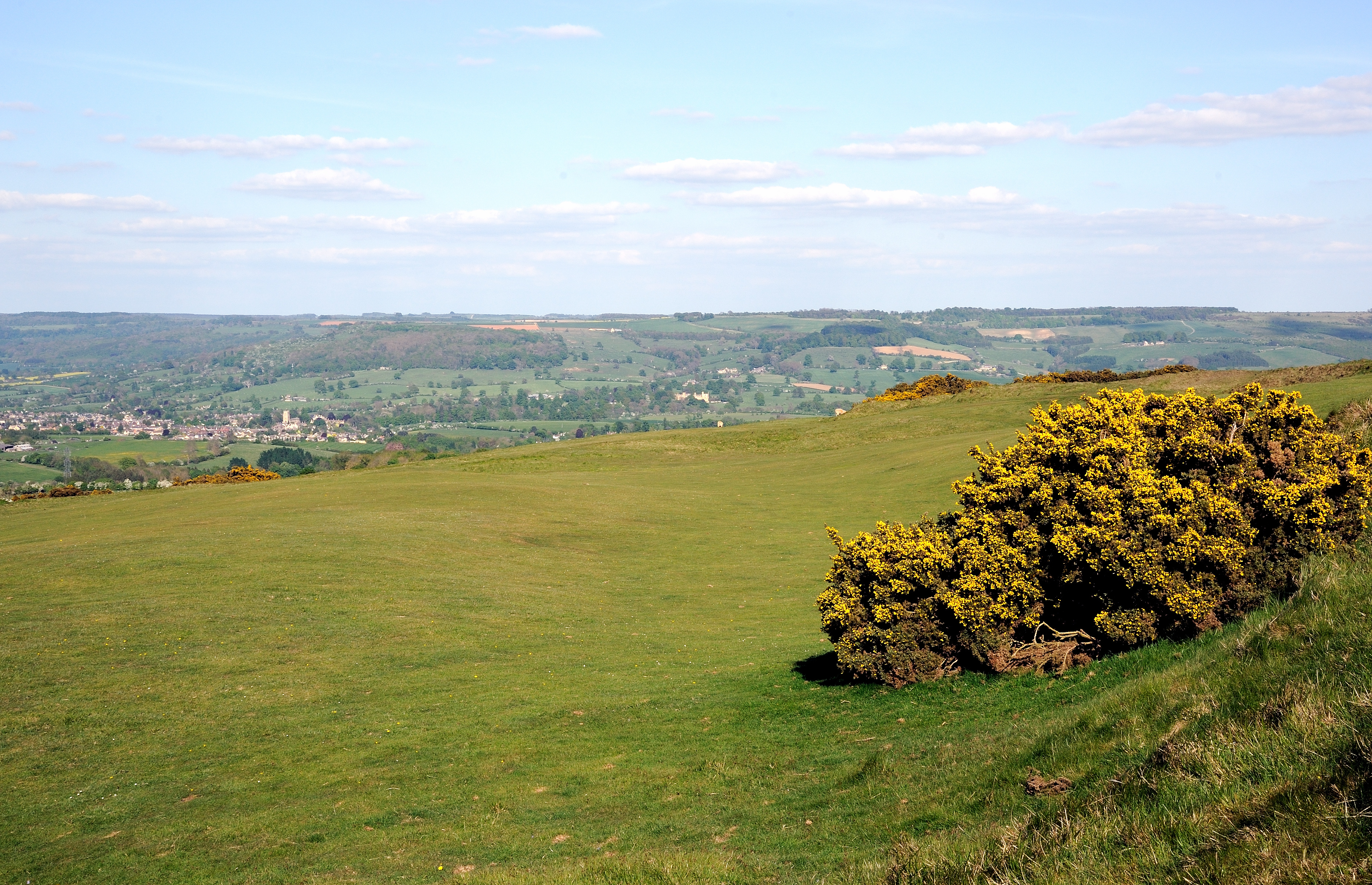
Natural England SSSI information on the Cleeve Common units[Enllaç no actiu]
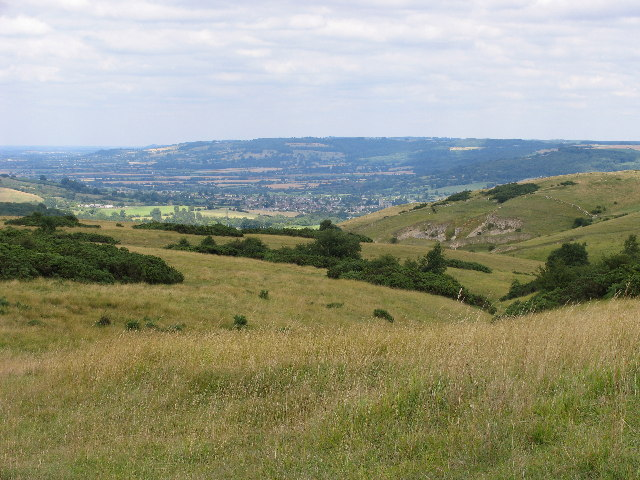
Cleeve Common View
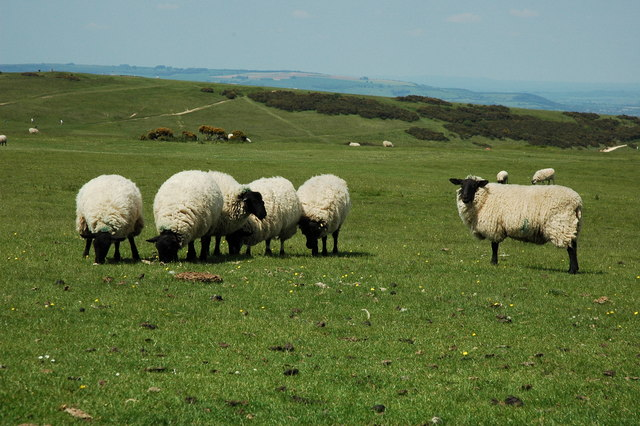
Sheep on Cleeve Common
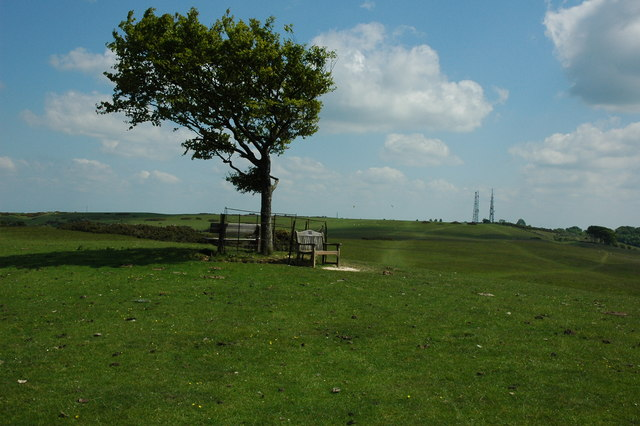
Top of Cleeve Hill on Cleeve Common